# Edmundas Pupinis

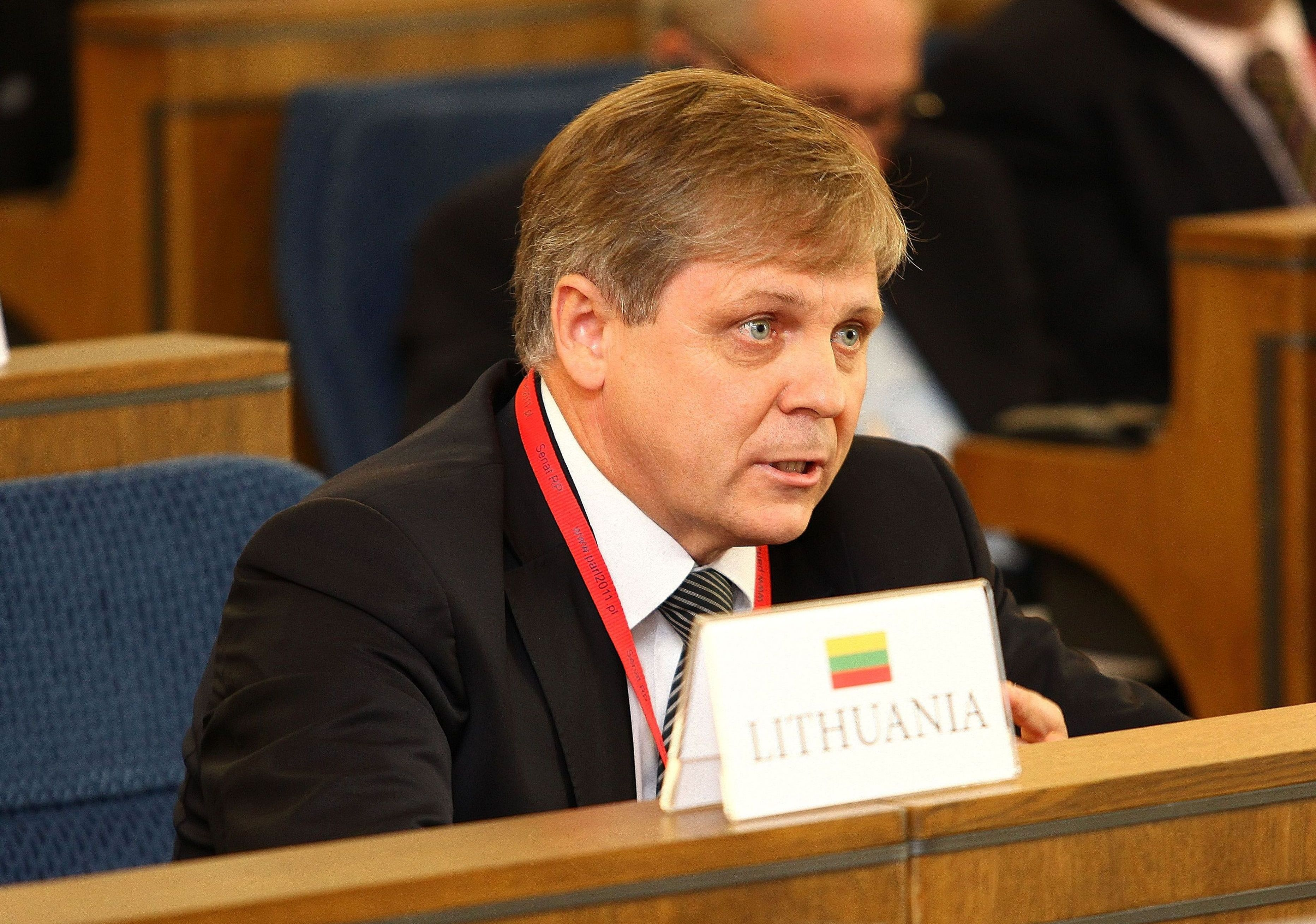
Edmundas Pupinis (2011)

Edmundas Pupinis (* 9. August 1964 in Vėlūnai, Rajon Ignalina) ist ein litauischer Politiker.

## Leben
Nach dem Abitur 1982 an der Mittelschule Rimšė und Musikschule Ignalina absolvierte Pupinis 1987 das Diplomstudium an der Mechanisationsfakultät der Lietuvos žemės ūkio akademija und wurde Ingenieur. 1997 absolvierte Pupinis am Lietuvos žemės ūkio universitetas das Masterstudium der Edukologie.
Von 1987 bis 1990 lehrte Pupinis an der Landwirtschaftsschule Utena und von 1990 bis 1995 war er Leiter für praktische Schulung. Von 1995 bis 1997 war er Hochschullehrer an der Oberschule für Landwirtschaft und Lebensmittelindustrie Utena. Von 1997 bis 2001 war Pupinis Bürgermeister von Utena. Von 2004 bis 2008 und von 2008 bis 2012 war er Mitglied des Seimas.
Seit  1995 ist Pupinis Mitglied der konservativen Partei Tėvynės sąjunga.